# Макрушинский сельсовет
Макрушинский сельсовет — упразднённая административно-территориальная единица, существовавшая на территории Московской губернии и Московской области до 1954 года.
Макрушинский сельсовет был образован в первые годы советской власти. В 1919 году Макрушинский с/с входил в Еремеевскую волость Звенигородского уезда Московской губернии.
14 января 1921 года Еремеевская волость была передана в Воскресенский уезд.
В 1923 году из Макрушинского с/с был выделен Высоковский с/с.
В 1924 году к Макрушинскому с/с был присоединён Санниковский с/с, но уже в 1925 году он был выделен обратно.
По данным 1926 года в состав сельсовета входили пригород Макруша, деревня Качаброво, деревня Полево, деревня Трусово, а также погост, дача и 5 будок.
В 1927 году из Макрушинского с/с был выделен Качабровский с/с.
В 1929 году Макрушинский с/с был отнесён к Воскресенскому району Московского округа Московской области, при этом к нему был присоединён Высоковский с/с.
30 октября 1930 года Воскресенский район был переименован в Истринский район.
29 января 1936 года из Макрушинского с/с в черту города Истра были переданы селение Макруша, посёлок усадьбы совхоза Москвотреста, фабричный посёлок и территория Новоиерусалимского монастыря.
17 июля 1939 года к Макрушинскому с/с было присоединено селение Качаброво упразднённого Санниковского с/с.
14 июня 1954 года Макрушинский сельсовет был упразднён. При этом его территория была передана в Вельяминовский с/с.